# Krabnevel
De Krabnevel, ook bekend als M1 NGC 1952 en Taurus A, is een supernovarest in het sterrenbeeld Stier (Taurus). De supernova (SN 1054) werd waargenomen op 4 juli 1054 door Chinese astronomen. Dit was na SN 185 en SN 1006 de vroegste bekende melding van een supernova. In het midden van de nevel staat een neutronenster, de Krabpulsar, met schijnbare magnitude 16,5. De neutronenster draait ongeveer 30 keer per seconde om haar as en varieert daarbij in helderheid over het gehele elektromagnetisch spectrum. De nevel ligt in de Perseusarm van de Melkweg op een afstand van 6.500 lichtjaar (2 parsec) van de aarde. De krabnevel heeft een diameter van 11 lichtjaar (3,4 parsec), wat overeenkomt met een schijnbare diameter van ongeveer 7 boogminuten. De nevel dijt uit met een snelheid van ongeveer 1.500 kilometer per seconde (0,5% van de lichtsnelheid).
De Krabnevel werd door Charles Messier in 1758 aanvankelijk voor een nieuwe komeet aangezien. Toen na een paar dagen de positie niet veranderd was, begreep hij zijn vergissing en besloot hij een catalogus op te zetten van alle vaste komeetachtige objecten om dit soort vergissingen in de toekomst te voorkomen. De Krabnevel was het eerste object en kreeg daarom de naam M1. De nevel bleek in 1731 al beschreven te zijn door John Bevis. In de New General Catalogue, afgekort NGC, heeft deze nevel de naam NGC 1952. Dat het hier om het restant gaat van een supernova, werd ontdekt door Carl Otto Lampland. Hij ontdekte in 1921 dat er veranderingen gaande waren in de structuur van de nevel. Uiteindelijk kon hierdoor de link worden gelegd met de supernova die in 1054 was waargenomen. In 1989 werd ontdekt dat de krabnevel gammastraling uitzond met foton met meer dan 100 GeV. Het was destijds het eerste hemellichaam waarvan ontdekt werd dat het dergelijk hoge waarden uitzond. Later in 2009 bleek dat zelf fotonen met energie boven de 100 TeV werden uitgezonden.
De Krabnevel heeft zijn naam te danken aan een schets van R. J. Mitchell, assistent van Lord Rosse, in 1855 van deze nevel, die deed denken aan een krab. Als de hemel donker genoeg is, is de Krabnevel met een grote verrekijker (7×50 of 10×50) of kleine telescoop net te zien als een vaag vlekje.

## Zie ook

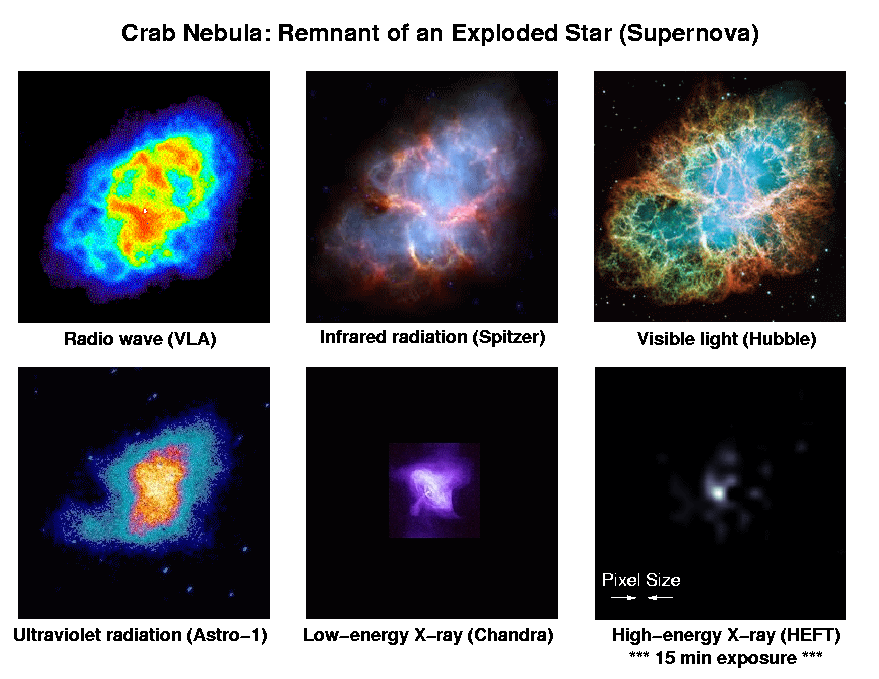
De Krabnevel waargenomen op verschillende golflengtes

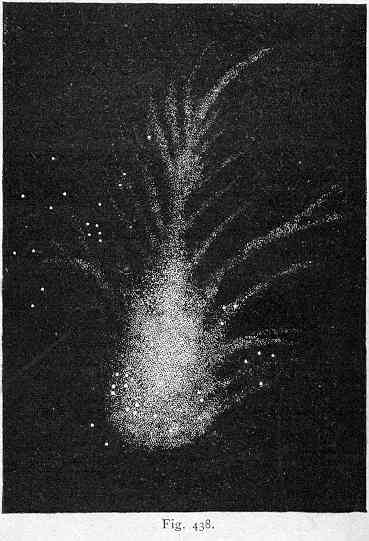
Schets van Lord Rosse